# AH Возничего
AH Возничего (лат. AH Aurigae), HD 256902 — двойная затменная переменная звезда типа W Большой Медведицы (EW) в созвездии Возничего на расстоянии приблизительно 817 световых лет (около 250 парсеков) от Солнца. Видимая звёздная величина звезды — от +10,68m до +10,18m. Орбитальный период — около 0,4941 суток (11,859 часов).

## Характеристики
Первый компонент — жёлто-белая звезда спектрального класса F7V или F8. Масса — около 1,683 солнечной, радиус — около 1,853 солнечного, светимость — около 3,988 солнечных. Эффективная температура — около 6215 К.
Второй компонент — жёлто-белая звезда спектрального класса F. Масса — около 0,284 солнечной, радиус — около 0,891 солнечного. Эффективная температура — около 6141 К.